# Hatton (Warwickshire)
Hatton – wieś w Anglii, w hrabstwie Warwickshire, w dystrykcie Warwick. Leży 5 km na północny zachód od miasta Warwick i 137 km na północny zachód od Londynu. W 2001 miejscowość liczyła 1078 mieszkańców.